# Даньян, Исидор
Исидор Даньян (фр. Isidore Dagnan; октябрь 1794, Марсель — 8 ноября 1873, Париж) — французский художник-пейзажист и рисовальщик.

## Биография
Представитель Барбизонской школы, И. Даньян, в основном, писал сельские и городские пейзажи Южной Франции, Италии и Швейцарии. Живописец отвергал академические традиции, стремясь к реалистичному изображению природы и сельской жизни.
Дебютировал в 1819 году, выставив свои работы в Парижском салоне. Несколько лет жил в Лионе, затем в Гренобле, преподавая живопись и рисунок, — у Даньяна брали уроки Камиль Писарро и Жан Ашар (1807—1884).
Кавалер Ордена Почётного легиона (1836).

Некоторые работы
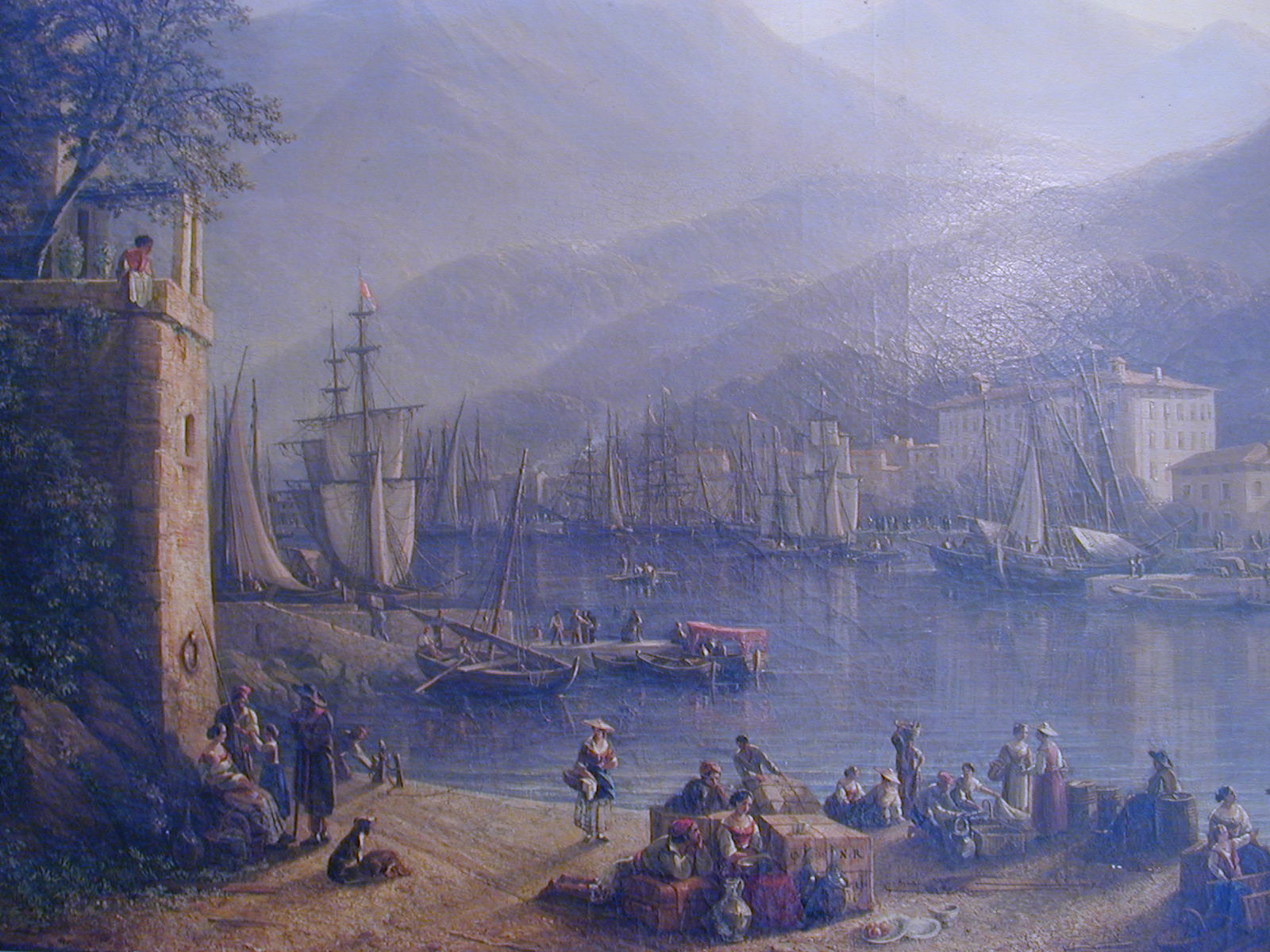
Старый порт Ниццы
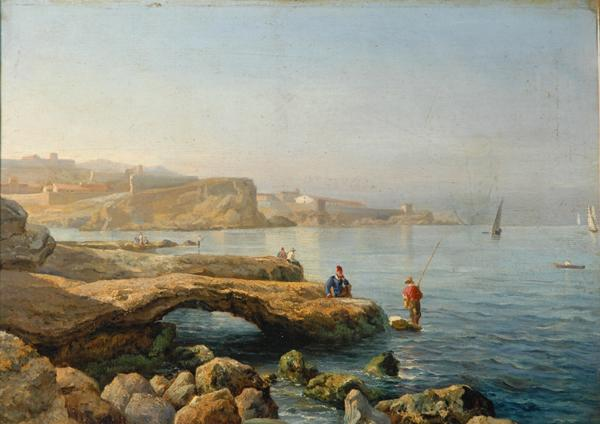
Средиземноморский порт
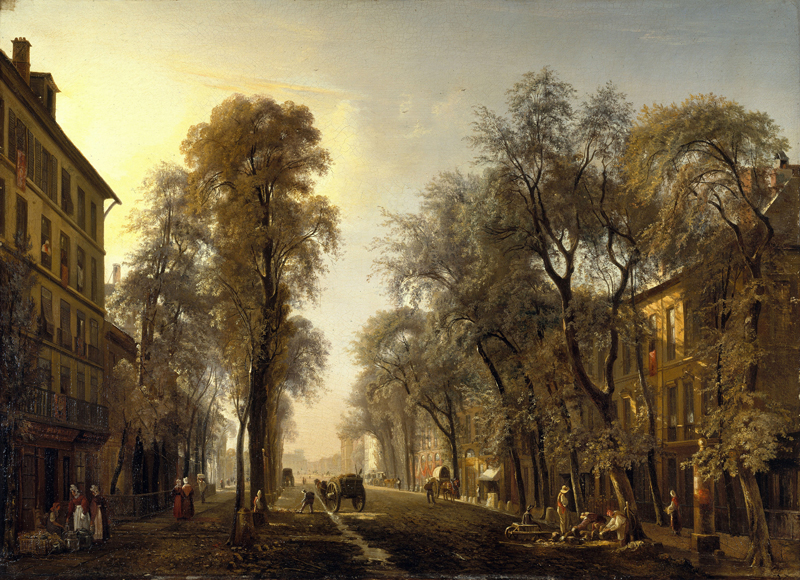
Бульвар Пуассоньер утром
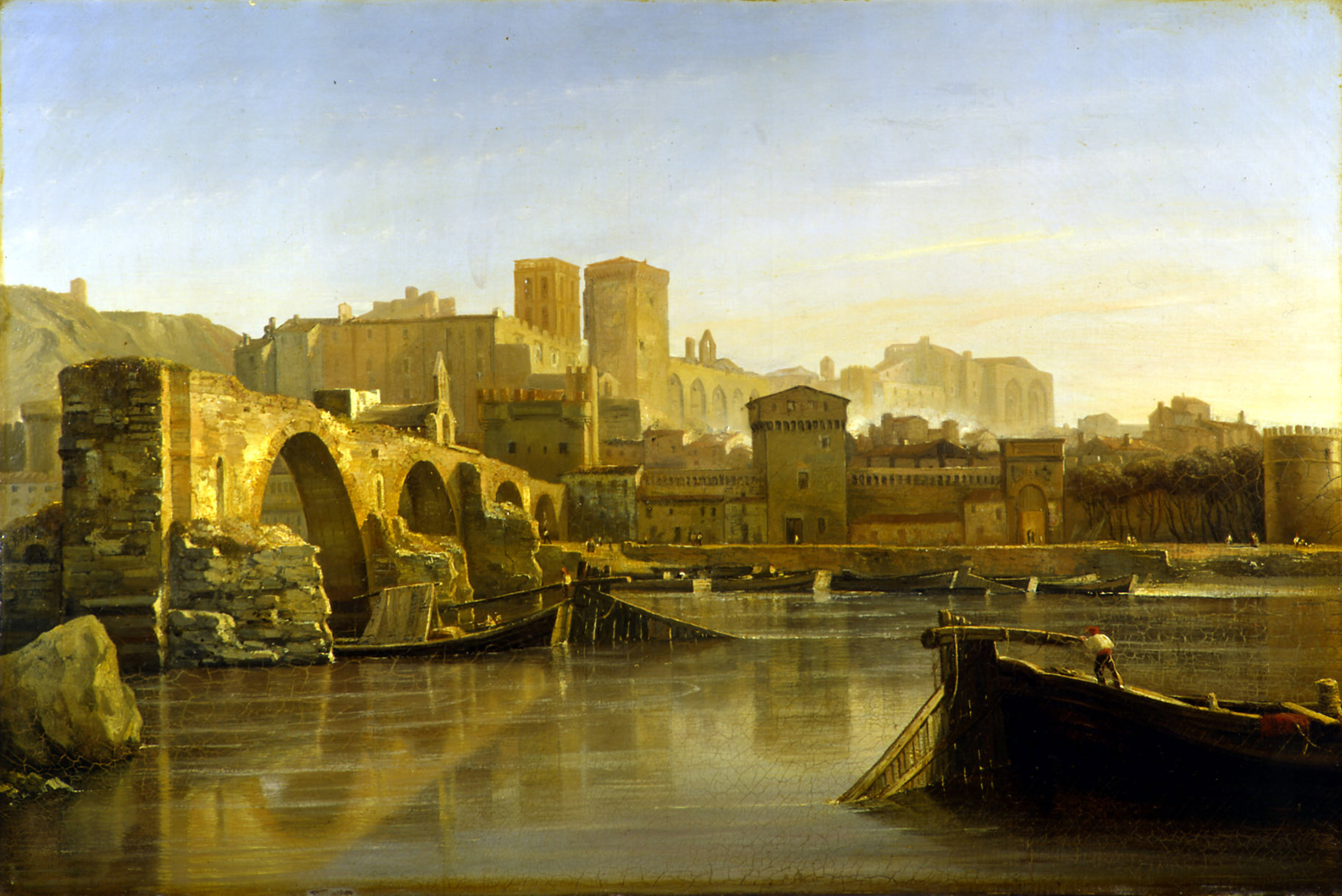
Вид на Авиньон и мост Сан-Бенезе